# Наровал (округ)
Наровал (урду ضلع نارووال‎, англ. Narowal District) — один из 36 округов пакистанской провинции Пенджаб. Административный центр — город Наровал.

## География
Площадь округа — 2 337 км². На западе граничит с округом Сиялкот, на юго-западе — с округом Шекхупура, на севере — с территорией Кашмира, на востоке и юге — с территорией Индии.

## Административно-территориальное деление
Округ делится на два техсила:
- Наровал
- Шакаргарх

и 74 союзных территории.

## Население
По данным переписи 1998 года, население округа составляло 1 265 097 человек, из которых мужчины составляли 50,29 %, женщины — соответственно 49,71 %. Уровень грамотности населения (от 10 лет и старше) составлял 52,6 %. Уровень урбанизации — 12,2 %. Средняя плотность населения — 541,3 чел./км².